# 愛媛県歯科医師会
一般社団法人愛媛県歯科医師会（えひめけんしかいしかい、英称 Ehime Dental Association）は愛媛県の歯科医師を会員とする法人。

## 本部所在地
- 〒790-0041 愛媛県松山市柳井町2-6-2

## 郡市歯科医師会
- 松山市歯科医師会
  - 〒790-0014 松山市柳井町2丁目6-2
- 東温市歯科医師会
- 伊予歯科医師会
- 上浮穴郡歯科医師会
- 今治市歯科医師会
- 越智郡歯科医師会
- 東予・周桑歯科医師会
- 西条市歯科医師会
- 新居浜市歯科医師会
- 宇摩歯科医師会
- 大洲・喜多歯科医師会
- 八幡浜市歯科医師会
- 西宇和郡歯科医師会
- 東宇和郡歯科医師会
- 宇和島市歯科医師会
- 北宇和郡歯科医師会
- 南宇和郡歯科医師会